# Tour de stade

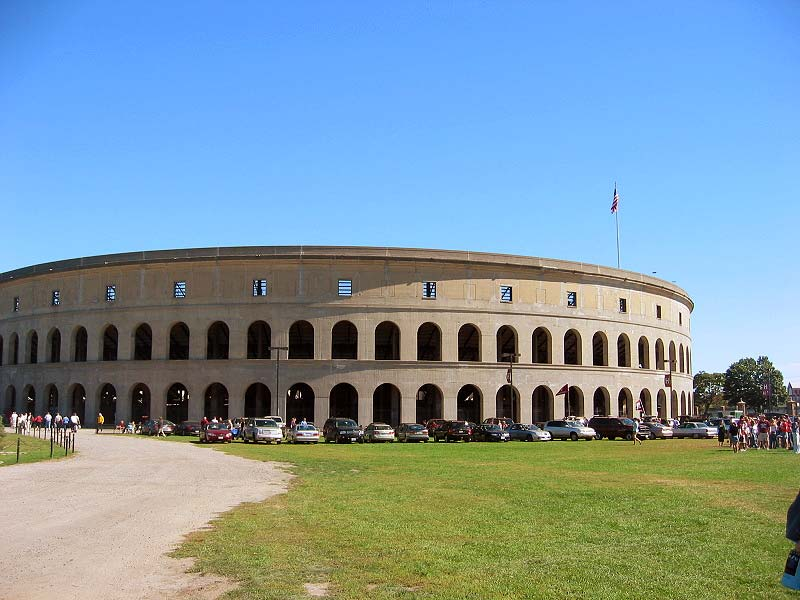
LHarvard Stadium

Il tour de stade (pronuncia francese: tuːʁ də stad; in italiano: "giro di stadio") è un esercizio fisico aerobico di corsa nel quale una persona percorre su e giù tutte le gradinate di ciascuna  sezione di uno stadio.
La pratica è associata, in particolar modo, con l'Harvard Stadium della Università di Harvard, dove è stata una pratica in voga per almeno venti anni.
La pratica atletica è adottata da corridori che si allenano per le lunghe distanze come esercizio per sviluppare l'esplosività muscolare.